# Campodolcino
Campodolcino (lombardul: Campdulscin, Candulscin vagy Calduscin) település Olaszországban, Sondrio megyében. Lakosainak száma 938 fő (2023. január 1.). Campodolcino Madesimo, Piuro, San Giacomo Filippo és Mesocco községekkel határos.

## Népesség
A település népességének változása:
| Lakosok száma | 955  | 931  | 938  |
|               | 2017 | 2018 | 2023 |